# أندرو ريتشاردسون (تنس)
أندرو ريتشاردسون (بالإنجليزية: Andrew Richardson)‏ مواليد 14 مارس 1974 في بيتربرة، هو لاعب كرة مضرب بريطاني سابق بدأ مسيرته كمحترف سنة 1992 وكان يلعب باليد اليسرى، اعتزل اللعب في 2000. أعلى تصنيف له في الفردي كان المركز الـ 133 في سنة 1997. أعلى تصنيف له في الزوجي كان المركز الـ 96 في سنة 1996.

## روابط خارجية
- أندرو ريتشاردسون على موقع رابطة محترفي التنس (الإنجليزية)
- أندرو ريتشاردسون على موقع الاتحاد الدولي لكرة المضرب (الإنجليزية)
- أندرو ريتشاردسون على موقع كأس ديفيز (الإنجليزية)
- أندرو ريتشاردسون على موقع خلاصة التنس.كوم (الإنجليزية)